# Morey
Morey – miejscowość i gmina we Francji, w regionie Burgundia-Franche-Comté, w departamencie Saona i Loara.
Według danych na rok 1990 gminę zamieszkiwało 176 osób, a gęstość zaludnienia wynosiła 13 osób/km² (wśród 2044 gmin Burgundii Morey plasuje się na 735. miejscu pod względem liczby ludności, natomiast pod względem powierzchni na miejscu 716.).

## Geografia
Morey znajduje się na wzgórzach otaczających rzekę Dheune i Canal Du Centre. Oprócz głównej wioski, do Morey należy również kilka przysiółków:
- Fangey-le-bas
- Fangey-le-haut
- Baugey
- Nuit

Wioska jest otoczona przez gminy Châtel-Moron, Essertenne, Villeneuve-en-Montagne, Saint-Bérain-sur-Dheune, Saint-Julien-sur-Dheune.

## Historia
Wieś o starożytnej nazwie „Moreyurn” należała do barona Couches.